# Кирк Керкоријан
Керкор "Кирк" Керкоријан (јерм. Քըրք Քըրքորյան; Фресно, 6. јун 1917 — Беверли Хилс, 15. јун 2015) био је јерменско-амерички бизнисмен, инвеститор и филантроп. 

## Биографија
Био је председник и извршни директор компаније Tracinda Corporation, његове приватне холдинг компаније са седиштем у Беверли Хилсу у Калифорнији. Керкоријан је био један од истакнутих актера у обликовању Лас Вегаса и, са архитектом Мартином Стерном млађим, је описан као „отац мега-одмаралишта“. Три пута је изградио највећи хотел на свету у Лас Вегасу: хотел International (отворен 1969), оригинални MGM Grand Hotel (1973) и садашњи MGM Grand (1993). Купио је филмски студио Metro-Goldwyn-Mayer 1969. године.
Керкоријан је био јерменског порекла. Обезбедио је више од милијарду долара за добротворне сврхе у Јерменији преко своје Линси фондације, која је основана 1989. године и која се посебно фокусирала на помоћ у обнови северне Јерменије након земљотреса 1988. године. Керкоријан је такође обезбедио новац за снимање филма заснованог на историји геноцида над Јерменима. Снимљен је филм назван Обећање, премијерно приказан у априлу 2017. у Сједињеним Америчким Државама.  
Током 2000. магазин Time га је прогласио десетим највећим донатором у САД. Керкоријан је проглашен за почасног грађанина Јерменије. Додељено му је звање Националног хероја Јерменије, највише државно признање. 

## Фондација и филантропски рад
Керкоријан је био активан филантропа, преко своје добротворне фондације The Lincy Foundation, назване по његовим ћеркама Линди и Трејси. Фондација је наводно донирала више од милијарду долара, иако Керкоријан никада није дозволио да се било шта именује у његову част. Фондација је покрила половину трошкова аутопута од 80 километара у Јерменији. Током следеће деценије, Керкоријан је финансирао више од 200 милиона долара инфраструктурних пројеката у Јерменији, укључујући 60 милиона долара за реконструкцију школа и улица и реновирање многих музеја, позоришта и концертних сала.
Линци фондација је распуштена 2011. након 22 године добротворних активности након што је уплатила својих последњих 200 милиона долара Универзитету Калифорније у Лос Анђелесу. Половина је била намењена за медицинска истраживања, стипендије и друге пројекте док је друга половина била намењена за стварање „Dream Fund“ за добротворне сврхе широм земље.
Већина његовог иметка вредног 2 милијарде долара остављена је у добротворне сврхе, а одбор од три особе је формиран у циљу да расподели средства у року од три године. У децембру 2018. је дошло до погодбе са његовом четвртом женом за исплату од 12,5 милиона долара, заједно са 10 милиона и 50 милиона долара за две филантропске фондације, у којима је четврта супруга имала саветодавну улогу.

## Награде и признања
Јерменија је издала поштанску марку Кирк Керкоријан 2017. 
Град Гјумри је открио статуу Керкоријана 2018.